# Операція «Кавері»
Операція Кавері (гінді: कावेरी; Kaveri) — нині триваюча операція, яку проводять збройні сили Індії з метою евакуації громадян Індії та іноземних громадян із Судану під час суданського конфлікту 2023 року. Зараз евакуація проводиться повітряними та морськими шляхами з Порт-Судан, де ВМС Індії кораблем INS Sumedha переправляє біженців додому.

## Передумови
Історія конфліктів у Судані складається з іноземних вторгнень і руху опору їм, етнічної напруженості, релігійних суперечок і конкуренції за ресурси. У сучасній історії Судану, дві громадянські війни між центральним урядом і південними регіонами вбили 1,5 мільйона людей, а триваючий конфлікт у західному регіоні Дарфура спричинив міграцію двох мільйонів людей і вбивства понад 200 000 людей. З моменту проголошення незалежності в 1956 році в Судані відбулося понад п'ятнадцять військових переворотів, країна перебувала під владою військових протягом більшої частини існування республіки, лише з короткими періодами правління демократичного цивільного парламенту.
15 квітня 2023 року RSF здійснили атаку на численні бази суданської армії по всій країні, зокрема в столиці Хартумі. О 12:00 (CAT) сили RSF заявили, що захопили міжнародний аеропорт Хартум, аеропорт Мерове, аеропорт Ель-Обейд, а також базу в Собі. Сутички між RSF та армією спалахнули в президентському палаці та в резиденції генерала аль-Бурхана, причому обидві сторони заявили про контроль над ними.

## Проведення операції
Стривожена зростаючою напруженістю та конфліктом, Індія приєдналася до інших країн, щоб здійснити масову евакуацію своїх громадян із Судану, наступного дня Індія оголосила про початок операції «Кавері», оскільки повідомлялося про 500 біженців в Порт-Судані.
24 квітня Міністерство закордонних справ заявило, що два літаки C-130J ВПС Індії знаходяться в готовності в Джидді, Саудівська Аравія, в рамках підготовки до евакуації, тоді як INS Sumedha ВМС Індії досягла Порт-Судан.
25 квітня 278 біженців було перевезено морем до Індії.
У ніч з 27 на 28 квітня літак C-130J ВПС Індії зі 121 біженцем вилетів з авіабази Ваді Сейдна. Політ був небезпечним, оскільки в цьому районі йшли бої (згодом тут обстріляли турецький літак).
Загалом 28 квітня було доставлено 754 громадянина Індії. Серед врятованих - співробітник французької дипмісії, а також його сім'я.
Станом на 29 квітня 2023 року з Судану евакуйовано близько 2400 громадян Індії.
Майже 231 громадян Індії (більшість з них з Гуджарату) були евакуйовані з Судану 2 травня 2023 року.
Індія завершила евакуацію членів племені хаккі-піккі зі штату Карнатака, з Судану. Індійські евакуйовані, в тому числі представники племені хаккі-піккі, були розміщені в школі в Порт-Судані, а потім перевезені до Джидди.